# Butterfly Boucher
 Butterfly Boucher, född 2 juni 1979, är en australisk sångerska och multi-instrumentalist. Efter att hennes debutalbum Flutterby givits ut 2003 turnerade hon som förband åt Barenaked Ladies och senare Sarah McLachlan.

## Diskografi
- 2003 – Flutterby
- 2009 – Scary Fragile